# James Smillie
James Smillie (ur. 28 listopada 1944 w Springburn, w Glasgow) – australijski aktor teatralny, radiowy, telewizyjny i filmowy pochodzenia szkockiego.

## Życiorys
Urodzony w Glasgow w Szkocji, już od wczesnych lat młodzieńczych śpiewał w chórze kościelnym. Miał 10 lat, gdy jego rodzina przeprowadziła się do Australii, gdzie uczęszczał do Mount Lawley Senior High School. W latach 1972–1979 przebywał w Anglii. 
Jako dynamiczny i wszechstronny aktor, rozpoczął swoją karierę w radio, a następnie na londyńskiej scenie West End w spektaklu Pocałuj mnie Kate (Kiss Me Kate) w Old Vic z Royal Shakespeare Company. Międzynarodową sławę zdobył rolą chirurga plastycznego Dana Marshalla w miniserialu australijskim Powrót do Edenu (Return to Eden, 1983, 1986).
Odnosił sukcesy sceniczne: jako Orin w Eugene O’Neilla Żałoba przystoi Elektrze (Mourning Becomes Electra), Chance Williams w Słodki ptak młodości (Sweet Bird of Youth) Tennessee Williamsa, Eilif w Matka Courage (Mother Courage), Tom Jones w Tom Jones, Tony w londyńskim musicalu West Side Story (1972).
Występował na West End: w roli włoskiego Lothario w Kochanek (Lover) Briana Clemens'a (Ambassadors); jako Henryk II w Thomas i król (Thomas and the King) w Her Majestys, w roli Doktora Thomasa Barnardo, odpowiedzialnego za ratowanie bezdomnych dzieci w Victorian London w Barnardo (Royalty), jako Nicos, angielski nauczyciel w Zorba, w roli Georges’a w Klatka szaleńców (La Cage aux Folles, London Palladium), jako Fred Graham w Pocałuj mnie Kate (Kiss Me Kate, RSC Savoy) w sezonie 1991/1992, w roli Jamesa Mavora Morrella w George Bernard Shaw Candida'.
Sporadycznie pojawiał się na dużym ekranie, m.in. w dramacie Bryana Forbesa Wielka gonitwa (International Velvet, 1978) u boku Tatum O’Neal i Anthony’ego Hopkinsa, filmie akcji Pseudonim „Jaguar” (Jaguar Lives, 1979) z Christopherem Lee, Donaldem Pleasence i Barbarą Bach oraz telewizyjnym dramacie sportowym The Junction Boys, (2002) z Tomem Berengerem i Ryanem Kwantenem. 
Przez cztery lata był związany z Royal Command Performances. Prowadził regularnie koncerty w radio BBC i seryjne audycje Piątek nocą w muzyce nocą (Friday Night is Music Night), Sondheim on the South Bank, An Evening with Cole Porter przy Royal Festival Hall i jako pilot w musicalu Jesus Christ Superstar w Barbican.
W 2006 powrócił do Australii, gdzie podjął pracę jako komentator, i zagrał postać Buffalo Billa w wersji koncertowej Rekord Annie (Annie Get Your Gun) przy His Majesty's Theatre.
W melodramacie Giuseppe Tornatore La corrispondenza (2016) z Jeremym Ironsem, Shauną Macdonald i Olgą Kurylenko wystąpił jako przewodniczący. W dramacie Gniew (Romans, 2017) u boku Janet Montgomery i Orlando Blooma wcielił się w postać księdza Jimmy’ego. Film był prezentowany podczas Międzynarodowego Festiwalu Filmowego w Edynburgu oraz podczas Międzynarodowego Festiwalu Filmowego w Rzymie, w sekcji „Alice in the City”. 

## Życie prywatne
12 czerwca 2007 ożenił się z Caroline (z domu Lea), ma dwójkę dzieci.

## Filmografia

### Filmy kinowe
- 1978: Wielka gonitwa (International Velvet) jako komentator
- 1979: Pseudonim "Jaguar" (Jaguar Lives) jako Reardon
- 1983: Abra Cadabra jako pan Pig (głos)
- 2005: Rich Girl, Poor Girl
- 2005: Dark Ride
- 2016: La corrispondenza jako przewodniczący
- 2016: Tommy's Honour
- 2017: Gniew (Romans) jako ks. Jimmy

### Filmy TV
- 1983: Bez uczucia (Skin Deep) jako Cliff Hudson
- 1991: Praca! (Work!) jako Maggot (głos)
- 2002: The Junction Boys

### Seriale TV
- 1966: Jimmy
- 1966-1972: Homicide jako Johnny Moore
- 1967: Adventure Island
- 1967: Crackerjack jako gospodarz
- 1969: Dzień dobry, panie Doubleday (Good Morning, Mr. Doubleday)
- 1969-1971: Division 4 jako Dave Smyth
- 1970: Delta jako Derek
- 1971: Magia muzyki (The Magic of Music) jako gospodarz
- 1971: Dynastia (Dynasty) jako przeprowadzający wywiad TV
- 1971: Jak muzyka (I Like Music) jako gospodarz
- 1972: Śmierć nocą (Dead of Night) jako Keith Hopkirk
- 1974: Dial M for Murder jako Larry Peters
- 1974: Z Cars jako Roy Prentiss
- 1975: Wodehouse Playhouse jako sierżant policji
- 1975: Thriller jako Bob Malory
- 1976: Battle of the Sexes (BBC)
- 1976: Jumbo Spencer jako pan Spencer
- 1976: Kosmos 1999 (Space: 1999) jako Mike Baxter
- 1977: The Mackinnons jako James Grant
- 1977: Ludzie jutra (The Tomorrow People) jako Mike Harding
- 1979: Więźniarki (Prisoner) jako Steve Wilson
- 1980: The Latchkey Children jako Malcolm McCrae
- 1980: The Gentle Touch
- 1981: Take a Letter Mr. Jones jako dr Norton
- 1983: Powrót do Edenu (Return To Eden) jako dr Dan Marshall
- 1986: Powrót do Edenu (Return To Eden) jako dr Dan Marshall
- 1991: Czerwony Karzeł (Red Dwarf) jako Komputer (głos)
- 1994: Nieśmiertelny (Highlander) jako John Bowers
- 2002: Always Greener jako Frank